# Anil Joseph Thomas Couto

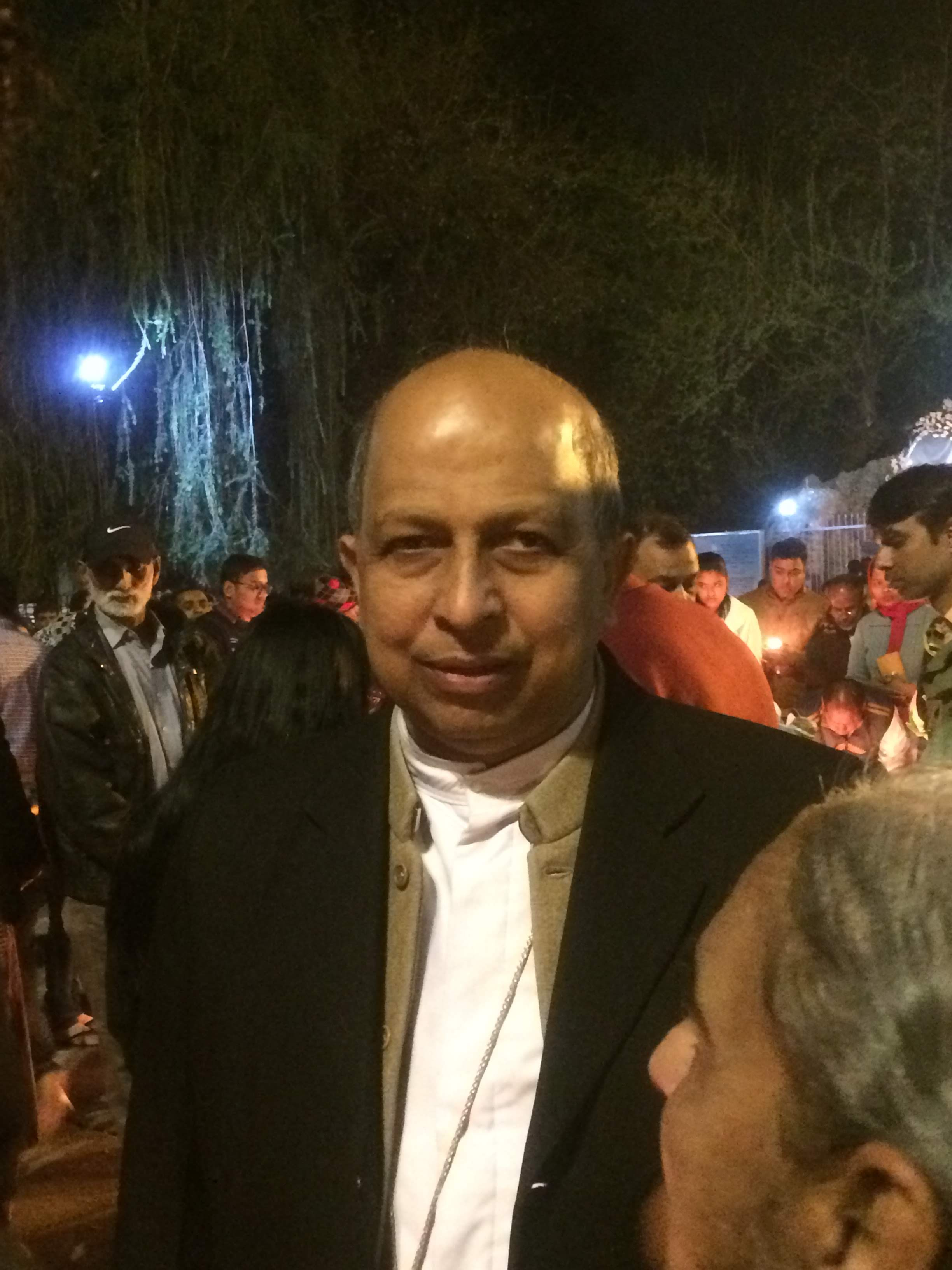
Anil Couto, 2019

Anil Joseph Thomas Couto (sinh 1954) là một giám mục người Ấn Độ của Giáo hội Công giáo Rôma. Ông hiện là Tổng giám mục chính tòa Tổng giáo phận New Delhi và Tổng Thư kí Hội đồng Giám mục Ấn Độ [C.C.B.I].

## Tiểu sử
Tổng giám mục Anil Joseph Thomas Couto Couto sinh ngày 22 tháng 9 năm 1954 tại Pemburpa, thuộc đất nước Ấn Độ. Sau quá trình tu học dài hạn tại các chủng viện, ngày 8 tháng 2 năm 1981, Phó tế Couto tiến đến việc được truyền chức linh mục.
Với kinh nghiệm gần 20 năm trong công tác mục vụ với chức danh linh mục, ngày 22 tháng 12 năm 2000, tin tức từ Tòa Thánh cho biết Giáo hoàng đã tuyển chọn linh mục Anil Joseph Thomas Couto, 46 tuổi, làm Giám mục Phụ tá Tổng giáo phận Delhi, với Hiệu tòa Anil Joseph Thomas Couto. Vị Tổng giám mục Tân cử đã được tổ chức lễ tấn phong sau đó vào ngày 11 tháng 3 sau đó. Ba giáo sĩ tham dự vào nghi thức tấn phong cho vị tân chức là Tổng giám mục Vincent Michael Concessao của Tổng giáo phận Delhi, với vai trò chủ phong. Hai vị phụ phong là Tổng giám mục Oswald Gracias của Tổng giáo phận Agra và Giám mục Symphorian Thomas Keeprath, O.F.M. Cap., Giám mục chính tòa Giáo phận Jullundur. Tân Tổng giám mục chọn châm ngôn:Sab ke sab ek ho jayen.
Sau sáu năm tại Delhi với chức danh giám mục phụ tá, ngày 24 tháng 2 năm 2007, Tòa Thánh thông báo thuyên chuyển Giám mục Couto lên làm Giám mục chính tòa Giáo phận Jullundur. Tháng 9 năm 2011, ông cùng đoàn giám mục Ấn Độ thực hiện chuyến viếng thăm Tòa Thánh Ad Limina. Sau đó ít lâu, ngày 30 tháng 11 năm 2011, Tòa Thánh ra thông báo về việc quyết định thăng Giám mục Anil Joseph Thomas Couto làm Tổng giám mục chính tòa Tổng giáo phận Delhi, kế vị Tổng giám mục Vincent Michael Concessao hồi hưu.
Từ ngày 6 tháng 2 năm 2017, Tổng giám mục Couto còn đảm nhận thêm nhiệm vụ Tổng Thư kí Hội đồng Giám mục Ấn Độ.

## Tông truyền
Tổng giám mục Anil Joseph Thomas Couto là Giám mục Phụ phong trong các nghi thức tấn phong cho các giám mục sau đây:
- Năm 2009, Giám mục Franco Mulakkal (Aippunny), hiện là Giám mục chính tòa Giáo phận Jullundur.[3]
- Năm 2009, Giám mục Ignatius Loyola Mascarenhas, hiện là Giám mục chính tòa Giáo phận Simla and Chandigarh[4]
- Năm 2015, Giám mục Ivan Pereira, hiện là Giám mục chính tòa Giáo phận Jammu-Srinagar.[5]